# 潤羽るしあ
潤羽 るしあ（うるは るしあ、英: Uruha Rushia）は、日本の元バーチャルYouTuber。ホロライブプロダクションに所属して活動していた。

## 人物
誕生日は1月22日で、身長は143センチ。2020年6月16日の新衣装披露配信時にネクロマンサーの姫となったことを公表した。ファンネームは「ふぁんでっど」、メンバーシップネームは「るしあのお茶会ふぁみーゆ」。また、メンバーシップは活動と同時に終了した。キャラクターデザインはイラストレーターのやすゆき、Live2Dモデル制作はfumi、3Dモデル制作はぽんぷ長がそれぞれ担当した。

## 活動
2019年7月18日、ホロライブ3期生（ホロライブファンタジー）としてデビューし、主にYouTube・bilibili・Twitterにて活動を開始。同年12月2日には3Dモデルを披露する配信を行う。YouTubeのチャンネル登録者数は同年12月27日には10万人、2021年3月3日には100万人を突破する。
スーパーチャットにおいて日本円換算で8047万円という収益をあげており、世界で3番目、ホロライブでは2番目に高い収益であるとランキング付けされている。日本経済新聞によると、2020年11月16日時点でスーパーチャットの収益は1億2438万円となり、世界2位にランキング付けされた。
活動内容は主に実況プレイで、ゲームジャンルを問わず幅広くプレイしており、ホラー好きということでホラーゲームも多くプレイしていた。製菓や料理配信、他のバーチャルYouTuberとのコラボ配信なども行っていた。
2022年2月24日、カバー株式会社より「契約違反行為と信用失墜行為がみられたため、マネジメントやサポートの継続が困難と判断した」として、タレント契約を解除された。

## 出演

### ライブ
- 「hololive 1st fes. ノンストップ・ストーリー」（2020年1月24日、豊洲PIT）[19][20][21][22][23]
- 「hololive 2nd fes. Beyond the Stage Supported By Bushiroad」STAGE1（2020年12月21日、ニコニコ生放送・SPWN）[24]
- hololive IDOL PROJECT 1st Live.『Bloom,』（2021年2月17日、東京ガーデンシアター）[25]
- HOLOLIVE FANTASY 1st LIVE FAN FUN ISLAND（2021年11月25日、TOKYO DOME CITY HALL・SPWN）[26]

## タイアップ
- 郵便局物販サービス（2021年11月1日 - 2022年1月7日）ホロライブのタレントとコラボした年賀はがきや限定グッズを発売[27]。

## ディスコグラフィ

### 潤羽るしあ
| 発売日        | タイトル | 品番     | 出典   |
| ------------- | -------- | -------- | ------ |
| 2021年1月23日 | アイリス | CVRD-023 | [ 28 ] |
| 2022年1月23日 | 思ひ恋ふ | CVRD-120 | [ 29 ] |

### hololive IDOL PROJECT
| 発売日         | タイトル               | 品番     | 出典          |
| -------------- | ---------------------- | -------- | ------------- |
| 2020年10月22日 | 今宵はHalloween Night! | CVRD-011 | [ 30 ] [ 31 ] |

| 発売日        | タイトル | 品番     | 出典   |
| ------------- | -------- | -------- | ------ |
| 2021年4月21日 | Bouquet  | HOLO-001 | [ 32 ] |

### その他の参加作品
| 発売日         | タイトル                 | アーティスト                                                                           | 品番     | 出典          |
| -------------- | ------------------------ | -------------------------------------------------------------------------------------- | -------- | ------------- |
| 2021年11月22日 | いんたらくとふぁんたじあ | ホロライブファンタジー（兎田ぺこら、潤羽るしあ、不知火フレア、白銀ノエル、宝鐘マリン） | CVRD-091 | [ 33 ] [ 34 ] |

| 発売日        | タイトル        | レーベル         | 規格 | 規格品番        | 楽曲             | 歌唱                   | 出典   |
| ------------- | --------------- | ---------------- | ---- | --------------- | ---------------- | ---------------------- | ------ |
| 2022年1月26日 | SPOTLIGHT vol.2 | Dimension Labels | CD   | SNCL-59 SNCL-60 | magical mode     | 潤羽るしあ             | [ 35 ] |
| 2022年1月26日 | SPOTLIGHT vol.2 | Dimension Labels | CD   | SNCL-59 SNCL-60 | Fantastic future | 潤羽るしあ、しぐれうい | [ 35 ] |
| 2022年1月26日 | SPOTLIGHT vol.2 | Dimension Labels | CD   | SNCL-59 SNCL-60 | リフレクティア   | [ 注釈 1 ]             | [ 35 ] |